# South Barrier
South Barrier är en bergsrygg på Heard Island i Heard- och McDonaldöarna (Australien).